# Alyssum heldreichii
Alyssum heldreichii är en korsblommig växtart som beskrevs av Heinrich Carl Haussknecht. Alyssum heldreichii ingår i släktet stenörter, och familjen korsblommiga växter. Inga underarter finns listade i Catalogue of Life.